# Pierre-De Saurel
Pierre-De Saurel (przed 1 stycznia 2009 Le Bas-Richelieu) – regionalna gmina hrabstwa (MRC) w regionie administracyjnym Montérégie prowincji Quebec, w Kanadzie. Stolicą jest miasto Sorel-Tracy. Składa się z 12 gmin: 3 miast, 2 gmin, 1 wsi i 6 parafii.
Pierre-De Saurel ma 50 900 mieszkańców. Język francuski jest językiem ojczystym dla 98,1%, angielski dla 1,0% mieszkańców (2011).